# Michał Haraburda (zm. 1586)
Michał Haraburda herbu Abdank (zm. 12 lipca 1586) – pisarz wielki litewski od 1566, kasztelan miński od 1584, sekretarz Stefana Batorego, starosta świsłocki, dyplomata i wojskowy.
Brat Łukasza.

## Życiorys
W 1559 był gońcem do chana krymskiego Dewlet I Gireja. W 1560 wysłany do Moskwy. Od grudnia 1563 do stycznia 1564 przebywał w stolicy Rosji jako sekretarz poselstwa Jerzego Chodkiewicza. W 1566 wziął udział w kolejnym poselstwie litewskim, negocjującym rozejm w wojnie litewsko-rosyjskiej 1558–1570. W nagrodę mianowany sekretarzem wielkim litewskim.
W czasie zawierania unii lubelskiej w 1569 jako jeden z nielicznych urzędników litewskich pozostał w Lublinie, co Jan Kochanowski skwitował w apoftegmacie Haraburda z wojną. Podpisał unię lubelską 1569 roku.
W 1571 dzięki sile swojej perswazji powstrzymał cara Iwana IV Groźnego przed podjęciem kolejnego ataku na Rzeczpospolitą.
W czasie bezkrólewia po śmierci Zygmunta II Augusta, negocjował z Iwanem IV warunki jego kandydowania na tron polski. Wzbudził tym niemało podejrzeń panów polskich, którzy w wyniku tego odsunęli go na kilka lat od poselstw zagranicznych. W czasie wojny polsko-rosyjskiej 1577-1582 walczył w oddziale Filona Kmity. Wziął udział w negocjowaniu rozejmu w Jamie Zapolskim w 1582, który potem pojechał zaprzysiąc do Moskwy. W 1584 nagrodzony kasztelanią mińską.
Był wyznawcą prawosławia.